# 龍が如く1&2 HD EDITION
『龍が如く1&2 HD EDITION』（りゅうがごとくワンアンドツー エイチディー エディション）は、セガより2012年11月1日に発売されたPlayStation 3用ゲームソフト。2013年8月8日にWii U移植版『龍が如く1&2 HD for Wii U』（りゅうがごとくワンアンドツー エイチディー フォー ウィーユー）が発売。
キャッチコピーはPS3版が「伝説の原点が鮮やかに蘇る。」、Wii U版が「Wii Uで贈る大人のためのエンタテイメント」。

## 概要
PlayStation 2用ゲームソフト『龍が如く』と『龍が如く2』を1つにまとめ移植したソフト。画質はハイレゾ化され、画面も16:9のワイド表示になっている。オリジナルの追加要素として電話ボックスでのアイテム整理や飲食店で飲食したもののチェックマーク、戦闘時に360度見渡せるカメラワークなど以降の作品で登場したシステムも取り入れられている。
PlayStation 3版
2012年7月19日に公式サイトにて発表。ハードディスクにゲームデータをインストールすることで、バトルへのロード時間を大幅に短縮することができる。
従来作と同じく、本作のクリアデータでも以降の作品で特典を得ることができる。また、PS3ソフトのためトロフィー機能にも対応。
Wii U版
2013年5月17日にSEGA Directで発表。Wii U GamePadにマップ等を表示したままプレイ可能。また、TVを使わずWii U GamePadのみでもプレイ可能。